# Crypturellus kerriae
O inhambu-de-chocó ou inambu-de-chocó (Crypturellus kerriae) é uma espécie de ave pertencente à família Tinamidae e que habita florestas na Colômbia e Panamá.. Esta espécie pode ser encontrada no departamento de Chocó, no noroeste da Colômbia, e no departamento sul do Panamá.